# Droga magistralna SH1 (Albania)
Droga magistralna  SH1 – droga ekspresowa w Albanii. Łączy miasta Durrës, Lezhë oraz Szkodrę z Tiraną. Jej długość wynosi 125 km. Jest ona częścią europejskich dróg E762 oraz E851, a w przyszłości ma stać się częścią Magistrali Adriatyckiej.